# Ферапонтов, Игнатий Ферапонтович
Игнатий Ферапонтович Ферапонтов — первый собиратель славяно-русских древностей.

## Биография
Родился 9 мая 1740 года в Кашире.
Выучившись грамоте, с увлечением стал читать и разбирать старинные церковные книги, и эта охота скоро сделалась в нем страстью. Читая и перечитывая книги, сколько дозволяло ему время, без помощи иностранных языков и наук, он запасся богатыми познаниями и собственным опытом дошел до того, что некоторые из знатоков русских древностей считали за честь советоваться с ним при изъяснении старинных книг и других древностей и даже называться его учениками.
Профессора Московского университета А. А. Барсов, Д. Н. Синьковский и Ф. Г. Баузе были первыми, которые обратили внимание на драгоценности Ферапонтова. Барсов нередко при своих исторических сочинениях пользовался древнейшими летописями, находившимися в библиотеке Ферапонтова. Через него многими были куплены ценнейшие памятники старины. Так, например, профессор Баузе приобрел от него Пролог, писанный уставом на пергаменте (1229); книгу Степенную; Лечебник, переведенный с польского (1588); Библию Острожского и первый напечатанный в Москве Апостол.
С невероятной ревностью собирал, где только мог проведать, все древние книги, нередко и сам покупая их дорогою ценою. Заслуги Ферапонтова заключаются в том, что благодаря его стараниям сохранилось несколько сотен важных книг, которые могли бы совершенно пропасть от нерадения.